# Standaard Bedrijfsindeling
De Standaard Bedrijfsindeling (SBI) is een door het Centraal Bureau voor de Statistiek van Nederland (CBS) ontworpen classificatie van economische activiteiten en heeft als doel om een uniforme indeling van de economie te bieden ten behoeve van gedetailleerde economische analyses en statistieken.

## Algemeen
Met de Standaard Bedrijfsindeling wordt de economie onderverdeeld in categorieën, zoals de chemische industrie, de bouwnijverheid en het verzekeringswezen. De SBI biedt een indeling van alle economische activiteiten, ofwel alle op de productie van goederen of diensten gerichte activiteiten, zowel van het bedrijfsleven als van de overheid. Op microniveau wordt de SBI gebruikt om individuele bedrijven in te delen naar hun economische hoofdactiviteit.
De SBI is een eigen classificatie gebaseerd op twee indelingen:
- Nomenclature statistique des activités économiques dans la Communauté Européenne, afgekort: NACE Rev 2, van de Europese Unie, en
- International Standard Industrial Classification of All Economic Activities, afgekort: ISIC Rev 4, van de Verenigde Naties

Deze indelingen worden ongeveer eens in de 15 jaar geactualiseerd. De recentste versie is de SBI 2008, die de uit 1993 stammende SBI'93-classificatie verving. Daarvoor had de SBI'74 bijna 20 jaar dienstgedaan.

## Hoofdgroepen
- A: Landbouw, bosbouw en visserij
- B: Winning van delfstoffen
- C: Industrie
- D: Productie en distributie van en handel in elektriciteit, aardgas, stoom en gekoelde lucht
- E: Winning en distributie van water; afval- en afvalwaterbeheer en saneringen
- F: Bouwnijverheid
- G: Groothandel en detailhandel; reparatie van auto's
- H: Vervoer en opslag
- I: Logies-, maaltijd- en drankverstrekking
- J: Informatie en communicatie
- K: Financiële instellingen
- L: Verhuur van en handel in onroerend goed
- M: Advisering, onderzoek en overige specialistische zakelijke dienstverlening
- N: Verhuur van roerende goederen en overige zakelijke dienstverlening
- O: Openbaar bestuur, overheidsdiensten en verplichte sociale verzekeringen
- P: Onderwijs
- Q: Gezondheidszorg en welzijnszorg
- R: Cultuur, sport en recreatie
- S: Overige dienstverlening
- T: Huishoudens als werkgever; niet-gedifferentieerde productie van goederen en diensten door huishoudens voor eigen gebruik
- U: Extraterritoriale organisaties en lichamen